# Comuna Voloșînovo, Starîi Sambir
Voloșînovo (în ucraineană Волошиново) este o comună în raionul Starîi Sambir, regiunea Liov, Ucraina, formată din satele Rosohî și Voloșînovo (reședința).

## Demografie
Componența lingvistică a comunei Voloșînovo
     Ucraineană (99,79%)
     Alte limbi (0,11%)
Conform recensământului din 2001, majoritatea populației comunei Voloșînovo era vorbitoare de ucraineană (99,79%), existând în minoritate și vorbitori de alte limbi.